# Геральдичний орган
Геральдичний орган (Герольдія) визначається як офіс або установа, створена правлячим монархом або урядом для роботи з геральдикою у відповідній країні. Сюди не входять приватні товариства чи підприємства, які розробляють та/або реєструють герби. Протягом століть багато країн створили геральдичний орган, і деякі з них процвітають і сьогодні.

## Європа

Рада геральдики та вексилології реєструє особисті та муніципальні герби нешляхетних осіб у Французькій громаді Бельгії.

### Бельгія
- Рада шляхетства (1844 — дотепер) — займається наданням гербів шляхетству у всій Бельгії
- Рада геральдики та вексилології[1] (1985 — дотепер) — наглядає та консультує уряд Французької спільноти щодо реєстрації особистих, сімейних та муніципальних гербів неблагородних осіб у Французькій громаді Бельгії.
- Фламандська геральдична рада[1] (1984 — дотепер) — контролює та консультує фламандський уряд щодо надання нешляхетних особистих, офіційних, муніципальних та корпоративних гербів у Фламандській громаді Бельгії.

### Бургундія
- Геральдичний король Золотого руна (1431–?)

### Хорватія
- Міністерство державного управління — Комісія із затвердження герба та прапора органам місцевого самоврядування.

Комісія займається лише муніципальною геральдикою та вексилологією. До її складу входять п'ять членів, які призначаються міністром строком на чотири роки: юрист, геральдист, архівіст, історик та художник. Відповідно до ст.10. Закон про одиниці місцевого самоврядування, усі муніципальні герби мають бути виготовлені та описані відповідно до геральдичних правил. Міністерство видасть гербовий знак (хорв. grbovnica) муніципалітету у вигляді буклету, що складається з 8 сторінок. Герб виготовлений у трьох примірниках, один з яких отримано: підрозділ місцевого самоврядування, Хорватський державний архів та Міністерство державного управління.

### Чехія
- Палата депутатів парламенту Чеської Республіки — Підкомітет з геральдики та вексилології.

Підкомітет займається лише муніципальною геральдикою та вексилологією. Надання гербів, затверджені комітетом, підписує Голова Палати депутатів. Чехія не має геральдичних повноважень щодо особистої геральдики.

### Данія
- Державний радник з геральдики (1938–). Національний архів Данії є державним радником з геральдики з 1985 року.[2]

### Фінляндія
- Геральдична рада, заснована в 1957 році, відома в 1957—1988 роках як Heraldinen toimikunta (Геральдичний комітет).[3] Діє у складі Національного архіву Фінляндії.[4]

### Франція
- Геральдичний коледж (1407—1790)
- Національна комісія Геральдики (1999 — дотепер), що діє як частина Національного архіву Франції.[5]

### Грузія

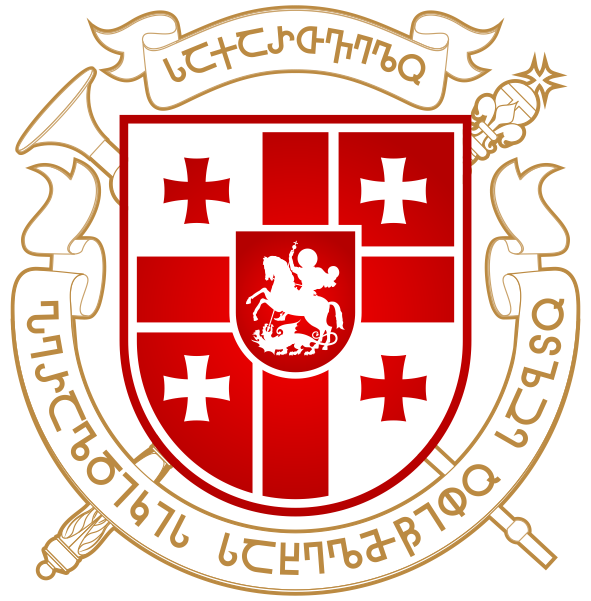
Державна рада геральдики консультує уряд Грузії з усіх питань, пов'язаних з геральдикою.

- Державна рада геральдики (2008 — дотепер)

### Німеччина
Священна Римська імперія
- Імперський герольд (1520–?)

Баварія
- Райхгерольд (Королівський герольд) (1808—1920)

Пруссія
- Обергерольдсамт (1706—1713) — займався шляхетською та муніципальною геральдикою.
- Королівське прусське геральдичне бюро (1855—1920)

Саксонія
- Комісія з шляхетських справ (1902—1920)

### Угорщина
- Національний комітет міського реєстру (1898—1949)[6]
- Лекторат образотворчого та прикладного мистецтва (1970—1990)[6]
- Національний комітет з гербів (2016–)[7]

### Ірландія
- Ольстерський офіс (1552—1943), очолюваний Геральдичним королем Ольстера.
- Генеалогічне управління (1943—1943), яке очолював Головний герольд Ірландії і входить до складу Національної бібліотеки Ірландії, надає особисті, офіційні, муніципальні та корпоративні герби.

### Італія
- Геральдична рада (1869—1947)
- Національний інститут блакитної стрічки (король Вітторіо Емануїл III дозволив інституту надавати геральдичні герби своїм членам з 1927 року; інститут був визнаний Італійською Республікою в 1966 році)[8]
- Урочистий кабінет Голови Ради Міністрів (з 1947 р.)[9]

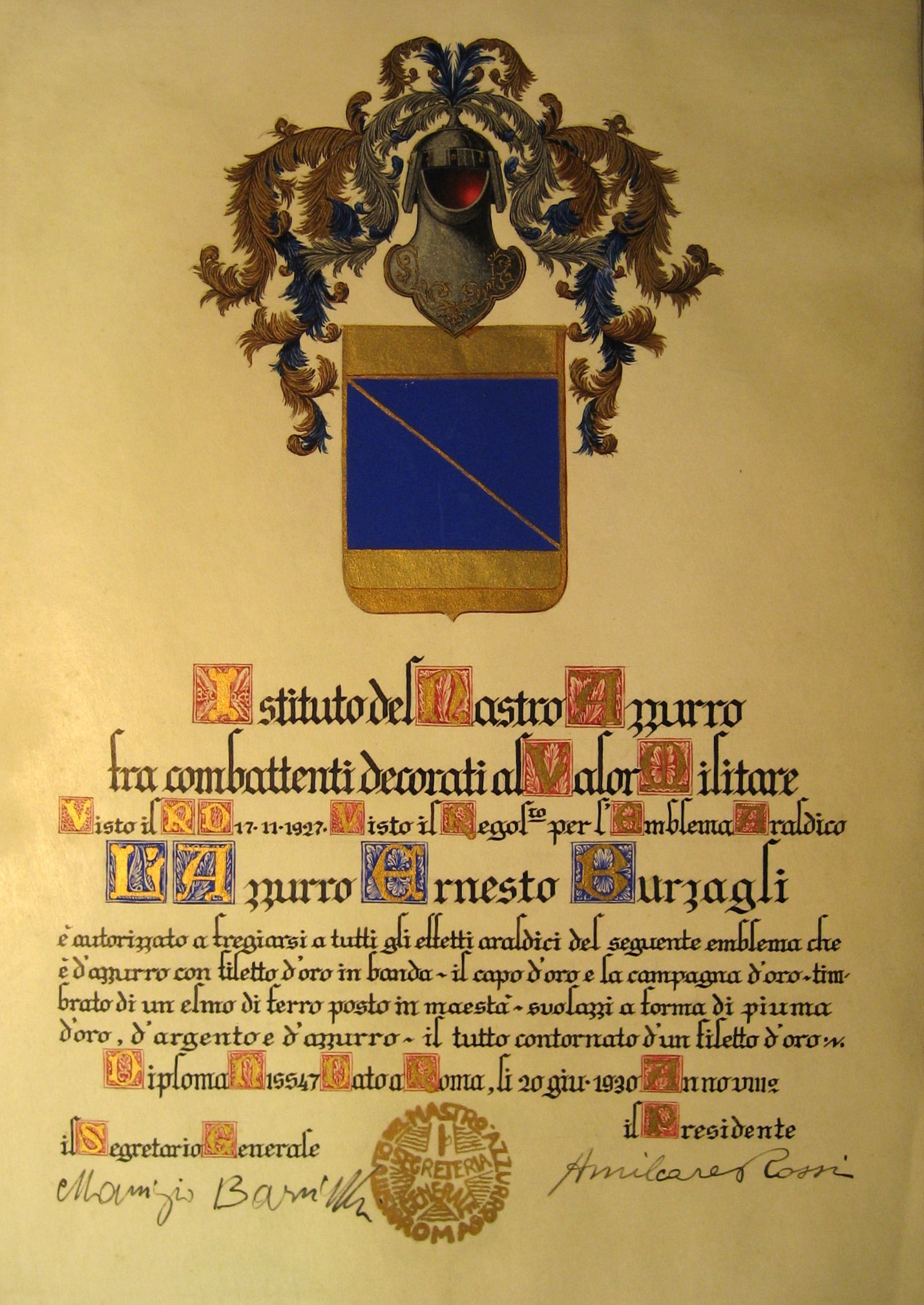
Герб, наданий Istituto Національний інститут блакитної стрічки одному з його членів, італійському адміралу Ернесто Бурдзальї. Інститут є одним з головних геральдичних авторитетів в Італії.

### Латвія
- Державна геральдична комісія (1997–), що входить до складу адміністрації Президента, займається офіційними та муніципальними гербами.[10]

### Литва
- Геральдична комісія (1988–),[11] що входить до складу адміністрації Президента — займається офіційними та муніципальними гербами.

### Люксембург
- Державна геральдична комісія

### Мальта
- Офіс Головного геральда Мальти (2019 — дотепер), агентство Спадщини Мальти — займається особистою, корпоративною та муніципальною геральдикою.

(Примітка: хоча офіс було створено у 2019 році, необхідне законодавство було прийнято лише у 2021 році, а положення, які вводять його в дію, оприлюднено у 2022 році. Усі гранти та реєстрації, здійснені між 2019 та 2022 роками, були опубліковані у квітні 2022 року, щоб зробити їх офіційними.)

### Нідерланди
- Вища рада шляхетства (1815–) — надає особисті герби (лише шляхтичам), а також офіційні, військові та муніципальні герби. Також надає поради щодо гербів членів королівської родини.

### Норвегія
- Міністерство закордонних справ — усі питання, що стосуються герба Норвегії

### Польща
- Геральдична комісія

### Португалія
- Шляхетський нотаріус (реєстраці шляхетства) (1521—1910) — геральдичний авторитет Португальського королівства;
- Геральдична комісія Асоціації португальських археологів (1930 —) – геральдичний орган для муніципалітетів Португалії;
- Управління корпоративної геральдики (1930—1974) — геральдичний орган для корпорацій (профспілок, гільдій тощо);
- Секція геральдики Управління військової історії та культури (1969 —) – геральдичний орган для португальської армії;
- Управління військово-морської геральдики (1972 —) – геральдичний авторитет для португальського флоту;
- Заступник з геральдики Історичного архіву ВПС (1977 —) – геральдичний авторитет для ВПС Португалії;
- Управління муніципальної геральдики (передбачалося в 1991 році, але так і не було створено) — геральдичний орган для муніципалітетів Португалії.[12]

### Російська імперія
Герольдія, Герольдмейстерская контора, Департамент Герольдії (нім. Heroldie, від Herold — герольд) — в Російській імперії орган у складі Сенату (1722—1917), очолюване герольдмейстером. Відала урахуванням дворян на державній службі, охороняла їх станові привілеї, вела родовідні книги, становила герби.

#### Керівництво
Герольдія очолювалася герольдмейстером (в 1800—1803 роках — директором), який в 1848 році отримав права обер-прокурора. Першим герольдмейстером був С.А. Количев, його помічником — граф Ф. Санті, а першим живописцем в 1727 році став А. Баранов. У 1800—1802 роках Герольдія мала права колегії. Відповідно до міністерської реформою 1802 року підпорядкована безпосередньо генерал-прокурору Сенату. У травні 1917 року Департамент Герольдії перейменований в 3-й департамент Сенату, скасований 22 листопада (5 грудня) 1917 року.

#### Головні завдання
Герольдія займалася складанням дворянських списків, наглядом за тим, щоб дворяни ухилялися від служби, внесенням в дворянські списки військових чинів не з дворян, які досягли чину обер-офіцера, поданням на вимогу Сенату кандидатів на вакансії по державній службі, а також складанням дворянських і міських гербів (в 1857 році робота з гербами перейшла у відання спеціально створеного гербового відділення Герольдії). Готувала і виконувала справи про виробництво в військові і цивільні чини (з 1762 року: у 1846—1858 роках виробництвом в цивільних чинах відав Інспекторський департамент 1-го відділення Власної Його Імператорської Високості канцелярії). Перевіряла і свідчила довідки про дворянство (з 1767 року). З 1785 року здійснювала перевірку скарг на визначення дворянських депутатських зборів (з 1828 року ревізію визначень). Герольдія вела загальний гербовник міст Російської імперії (з 1800 року). З 1832 року Герольдія займалася справами про прийняття в російське підданство і про почесному громадянство, про зміну і передачі прізвищ. У ведення Департаменту Герольдії входило складання і видання адрес-календарів, видання списків цивільних чинів 1-го та 7-го класів. У 1834 році в його ведення передані справи про дворянство Царства Польського (поза сферою діяльності Департаменту Герольдії залишилися тільки справи про дворянство Великого князівства Фінляндського).

### Російська Федерація
Геральдична рада Президента Російської федерації (в 1992—1994 роках Державна геральдична служба Російської Федерації, в 1994—1999 роках Державна Герольдія) при Президентові Російської Федерації, — дорадчий та консультативний орган, метою якого є проведення єдиної державної політики в галузі геральдики. В його обов'язки входить представлення Президенту РФ інформації про стан справ в області геральдики, забезпечення в установленому порядку робіт по створенню і використанню офіційних символів і відмітних знаків, проведення геральдичної експертизи матеріалів, що стосуються установи та використання офіційних символів і відмітних знаків, ведення Державного геральдичного реєстру РФ та ін.

### Словаччина
- Геральдична комісія
- Геральдичний реєстр Словацької Республіки (частина Міністерства внутрішніх справ)[13]

### Іспанія
- Іспанська королівська академія історії — для Астурії, Кантабрії, Кастилії-Ла-Манча, Ла-Ріоха та Балеарських островів.
- Консультативна рада з геральдики та символології Арагона — для Арагона.

Геральдичний коледж — це офіс, який регулює геральдику в Англії, Вельзі та Північній Ірландії. Він був заснований в 1484 році королем Річардом III і є приватним корпоративним органом, якому британський монарх делегує геральдичний повноваження.

- Геральдичний коледж — це офіс, який регулює геральдику в Англії, Вельзі та Північній Ірландії. Він був заснований в 1484 році королем Річардом III і є приватним корпоративним органом, якому британський монарх делегує геральдичний повноваження. Товариство баскських досліджень — для країни Басків.
- Інститут канарських досліджень — для Канарських островів.
- Записувачі гербів Кастилії та Леону, що заснований в 1496 році — для провінцій Кастилія і Леон.
- Інститут каталонських студій — для Каталонії.
- Галісійська геральдична комісія — для Галісії.
- Королівська академія геральдики та генеалогії разом із Королівською історичною академією — для Мадрида.
- Королівська академія Альфонсо X Мудрого — для регіону Мурсія.
- Технічна рада з геральдики та вексології — для Валенсії.

### Швеція
- Ріксгералдікер (Національний герольд) (1734—1953)
- Державне геральдичне бюро (1953–), очолюване Державним герольдом і входить до складу Королівського архіву. зареєстровано в Шведському патентному та реєстраційному відомстві. Досліджується лише офіційна геральдика (королівська та громадянська). Герби бюргерів і простих людей контролюється менш суворо і може бути визнана за допомогою публікації в щорічному скандинавському гербовнику. Лорд Ліонський гербовий король є посадовою особою, відповідальною за регулювання геральдики в Шотландії, видачу нових грантів на герб та виконання обов'язків судді Суду лорда Ліона, найстарішого геральдичного суду в світі, який все ще працює щодня.

Лорд Ліонський гербовий король є посадовою особою, відповідальною за регулювання геральдики в Шотландії, видачу нових грантів на герб та виконання обов'язків судді Суду лорда Ліона, найстарішого геральдичного суду в світі, який все ще працює щодня.

### Об'єднане Королівство
Англії та Вельзу
- Геральдичний коледж (1484-), очолюваний Головним гербовим королем, під загальною юрисдикцією графа-маршала — досліджує особисту, муніципальну та корпоративну геральдику, а також записує родовід і генеалогію.

Північна Ірландія
- До 1943 року Північна Ірландія входила під управління Ольстерського офісу; відтоді він підпав під юрисдикцію геральдичного коледжу Геральдичного короля Норроя та Ольстера, який також охоплює графства Англії та Вельзу на північ від річки Трент.

Шотландія
- Суд лорда Ліона на чолі з лордом Ліоном (бл. 1399?-) — надає особисті, муніципальні та корпоративні герби; у Шотландії заборонено вживати герб, якщо він не був наданий або зафіксований лордом Ліона.

## Африка

### Кенія
- Кенійський геральдичний коледж (1968–), очолюваний реєстратором і входить до складу Генеральної прокуратури — надає та реєструє особисті, муніципальні та корпоративні герби. Він був заснований Законом про геральдичний коледж 1968 року.

### Південна Африка
- Управління внутрішніх справ (1935—1959) — серед іншого реєструвало герби асоціацій та установ, як «бейджі».
- Провінційні адміністрації (1949—1963) — серед іншого реєстрували герби муніципалітетів у своїх провінціях.
- Департамент освіти, мистецтв і наук (1959—1963) — серед іншого зареєстрував герби асоціацій та установ як «бейджі».
- Геральдичне бюро (1963—1963), очолюване національнийм герольдом (колишнім Державним герольдом), яке входить до складу Національної служби архівів і записів — реєструє особисті, офіційні, військові, муніципальні та корпоративні герби. Разом з Геральдичною радою воно входить до складу Національної служби архівів і документів (раніше називалася Державною архівною службою), яка зараз підпорядкована міністру мистецтв і культури.

Закон про геральдику 1962 року, який керує Бюро геральдики, не був змінений, щоб замінити «Державного герольда» на «Національного герольда». Повідомлення в урядовому віснику Південної Африки досі використовують «State Herald».

### Замбія
- Рада контролю кольорів (1958–) — серед іншого реєструє герби асоціацій та установ як «бейджі».

### Зімбабве
- Реєстратор імен, уніформи, бейджів та геральдичних зображень (1971–), що входить до складу Патентного відомства — реєструє офіційні, муніципальні, корпоративні та особисті герби.

### Буньоро-Кітара, Уганда
- Геральдичне товариство Африки (2016—2016), утворюючи сховище історичної та сучасної геральдики в субмонархії Буньоро-Кітара, на всьому африканському континенті, а також за кордоном.

## Азії

### Азербайджан
- Геральдична рада (2006—2006), що входить до складу адміністрації Президента.

### Грузія
- Державна рада геральдики при парламенті Грузії (створена в 2008 році).

### Філіппіни
- Філіппінський геральдичний комітет (1940—1972) — державний герб, печатки та інші державні символи
- Національна історична комісія Філіппін (1972–) — взяла на себе обов'язки Філіппінського геральдичного комітету після Акту про реорганізацію 1972 року. Остаточне погодження робіт вимагає Офіс Президента

## Північна Америка

### Канада
- Канадський геральдичний орган (1988–), очолюваний Головним Геральдом Канади та входить до складу Дому генерал-губернатора — надає особистий, корпоративний, урядовий, військовий та інші організаційні підрозділи.

### Сполучені Штати
- Герольд Кароліни був англійським герольдом, відповідальним за геральдику в Кароліні на початку та середині XVIII-го століття колоніальних часів.
- Інститут геральдики армії США є організацією, відповідальною за надання геральдичних послуг президенту Сполучених Штатів і всім федеральним державним установам.

## Океанія

### Нова Зеландія
- Новозеландський надзвичайний геральд (1978–) — працівник адміністрації генерал-губернатора — представляє англійський Геральдичний коледж.